# Baicalobdella torquata
Baicalobdella torquata – gatunek pijawek z rzędu ryjkowych i rodziny Piscicolidae.
Gatunek ten opisany został w 1871 roku przez Adolpha Eduarda Grube'a jako Piscicola torquata. Przez W. M. Epsztejna potraktowany został zaliczony do rodzaju Trachelobdella. Walentin Dogiel i I. Bogolepowa zaliczyli go do rodzaju Baicalobdella i w nim jest klasyfikowany obecnie.
Ciało tej pijawki jest jasnozielone do jasnordzawego z charakterystycznym mozaikowym wzorem na grzbietowej stronie urosomy. Rozmiary wynoszą od 5 do 8 mm długości i od 2 do 3 mm szerokości. Ssawki ma większe niż pokrewna B. cottidarum. Odmienny jest także kariotyp tych gatunków; u B. torquata 2n = 32.
Gatunek endemiczny dla Bajkału. Występuje w strefie litoralu, na głębokościach od 0,5 do 10 w południowej części jeziora. Pasożytuje na endemicznych bajkalskich obunogach.